# Нега (река)
Нега — река в России, протекает в Хлевенском районе Липецкой области. Правый приток Дона.

## География
Река Нега берёт начало у деревни Озерки. Течёт на юго-восток. Устье реки находится у села Фомино-Негачевка в 1475 км по правому берегу реки Дон. Длина реки составляет 21 км, площадь водосборного бассейна 124 км². 

## Данные водного реестра
По данным государственного водного реестра России относится к Донскому бассейновому округу, водохозяйственный участок реки — Дон от города Задонск до города Лиски, без рек Воронежот (от истока до Воронежского гидроузла) и Тихая Сосна, речной подбассейн реки — бассейны притоков Дона до впадения Хопра. Речной бассейн реки — Дон (российская часть бассейна).
По данным геоинформационной системы водохозяйственного районирования территории РФ, подготовленной Федеральным агентством водных ресурсов:
- Код водного объекта в государственном водном реестре — 05010100812107000002143
- Код по гидрологической изученности (ГИ) — 107000214
- Код бассейна — 05.01.01.008
- Номер тома по ГИ — 07
- Выпуск по ГИ — 0